# Avensac
Avensac (Avensac en gascon) est une commune française située dans le nord-est du département du Gers, en région Occitanie. Sur le plan historique et culturel, la commune est dans la Lomagne, une ancienne circonscription de la province de Gascogne ayant titre de vicomté, surnommée « Toscane française ».
Exposée à un climat océanique altéré, elle est drainée par la Gimone, le Brounan et par divers autres petits cours d'eau. La commune possède un patrimoine naturel remarquable composé d'une zone naturelle d'intérêt écologique, faunistique et floristique.
Avensac est une commune rurale qui compte 73 habitants en 2022, après avoir connu un pic de population de 271 habitants en 1831.  Ses habitants sont appelés les Avensacais ou  Avensacaises.
Le patrimoine architectural de la commune comprend un immeuble protégé au titre des monuments historiques : une maison, inscrite en 1983.

## Géographie

### Localisation
Avensac est une commune de Gascogne située en Lomagne dans la vallée de la Gimone. C'est une commune limitrophe du département de Tarn-et-Garonne.

### Communes limitrophes
Les communes limitrophes sont Marignac, Maubec, Estramiac, Pessoulens et Solomiac.
| Pessoulens | Marignac (Tarn-et-Garonne) |                          |
| Estramiac  | Avensac                    | Maubec (Tarn-et-Garonne) |
|            | Solomiac                   |                          |

### Géologie et relief
Avensac se situe en zone de sismicité 1 (sismicité très faible).

### Hydrographie

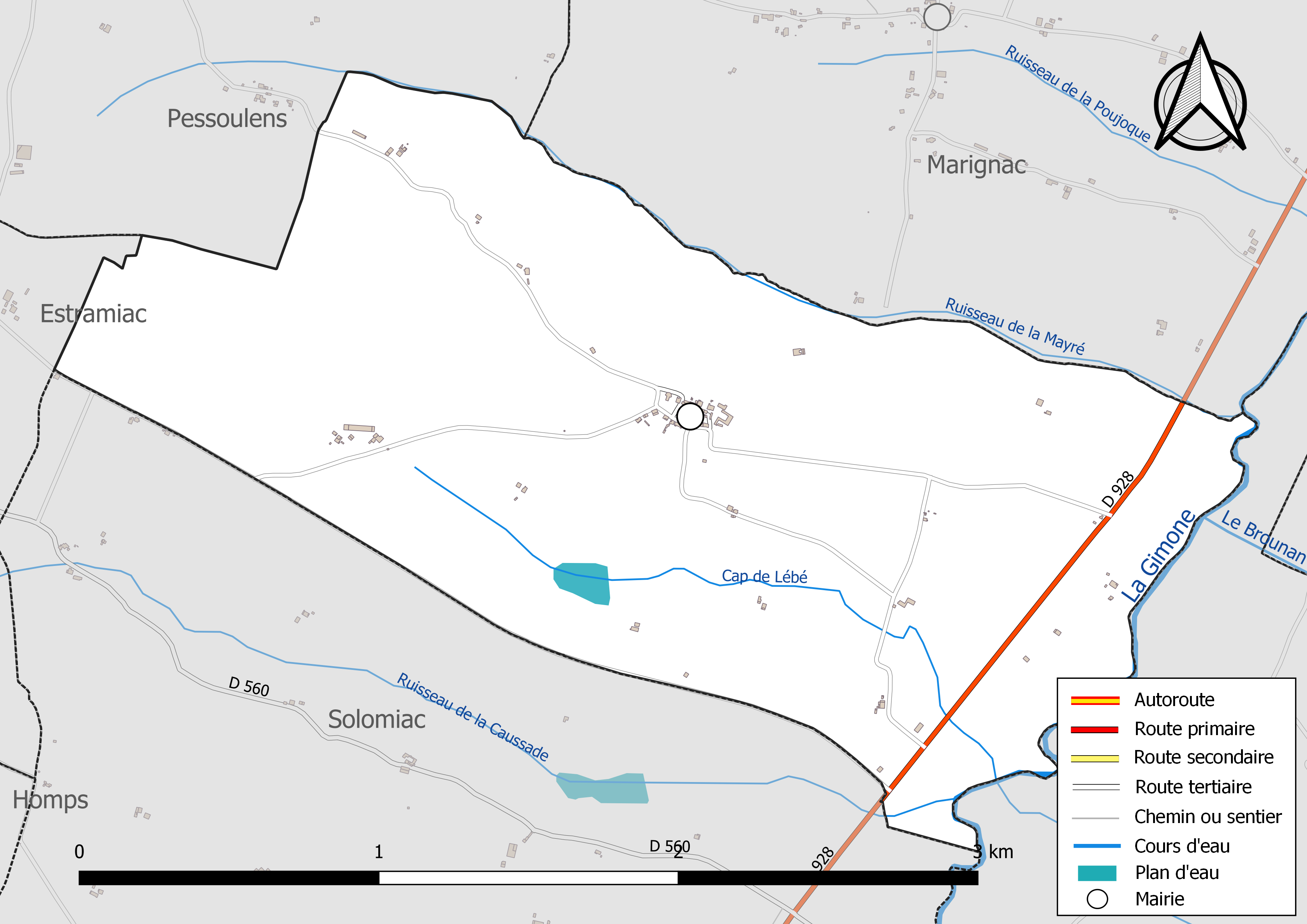
Réseaux hydrographique et routier d'Avensac.

La commune est dans le bassin de la Garonne, au sein du bassin hydrographique Adour-Garonne. Elle est drainée par la Gimone, le Brounan, Cap de Lébé, le ruisseau de la Caussade, le ruisseau de la Mayré et par un petit cours d'eau, qui constituent un réseau hydrographique de 4 km de longueur totale,.
La Gimone, d'une longueur totale de 135,7 km, prend sa source dans la commune de Saint-Loup-en-Comminges et s'écoule du sud-ouest vers le nord-est. Elle traverse la commune et se jette dans la Garonne à Castelferrus, après avoir traversé 54 communes.

### Climat
Pour des articles plus généraux, voir Climat de l'Occitanie et Climat du Gers.
En 2010, le climat de la commune est de type climat du Bassin du Sud-Ouest, selon une étude s'appuyant sur une série de données couvrant la période 1971-2000. En 2020, Météo-France publie une typologie des climats de la France métropolitaine dans laquelle la commune est exposée à un climat océanique altéré et est dans la région climatique Aquitaine, Gascogne, caractérisée par une pluviométrie abondante au printemps, modérée en automne, un faible ensoleillement au printemps, un été chaud (19,5 °C), des vents faibles, des brouillards fréquents en automne et en hiver et des orages fréquents en été (15 à 20 jours).
Pour la période 1971-2000, la température annuelle moyenne est de 13,1 °C, avec une amplitude thermique annuelle de 15,1 °C. Le cumul annuel moyen de précipitations est de 716 mm, avec 9,7 jours de précipitations en janvier et 5,9 jours en juillet. Pour la période 1991-2020, la température moyenne annuelle observée sur la station météorologique la plus proche, située sur la commune de Sainte-Anne à 11 km à vol d'oiseau, est de 13,6 °C et le cumul annuel moyen de précipitations est de 676,2 mm,. Pour l'avenir, les paramètres climatiques de la commune estimés pour 2050 selon différents scénarios d'émission de gaz à effet de serre sont consultables sur un site dédié publié par Météo-France en novembre 2022.

### Milieux naturels et biodiversité

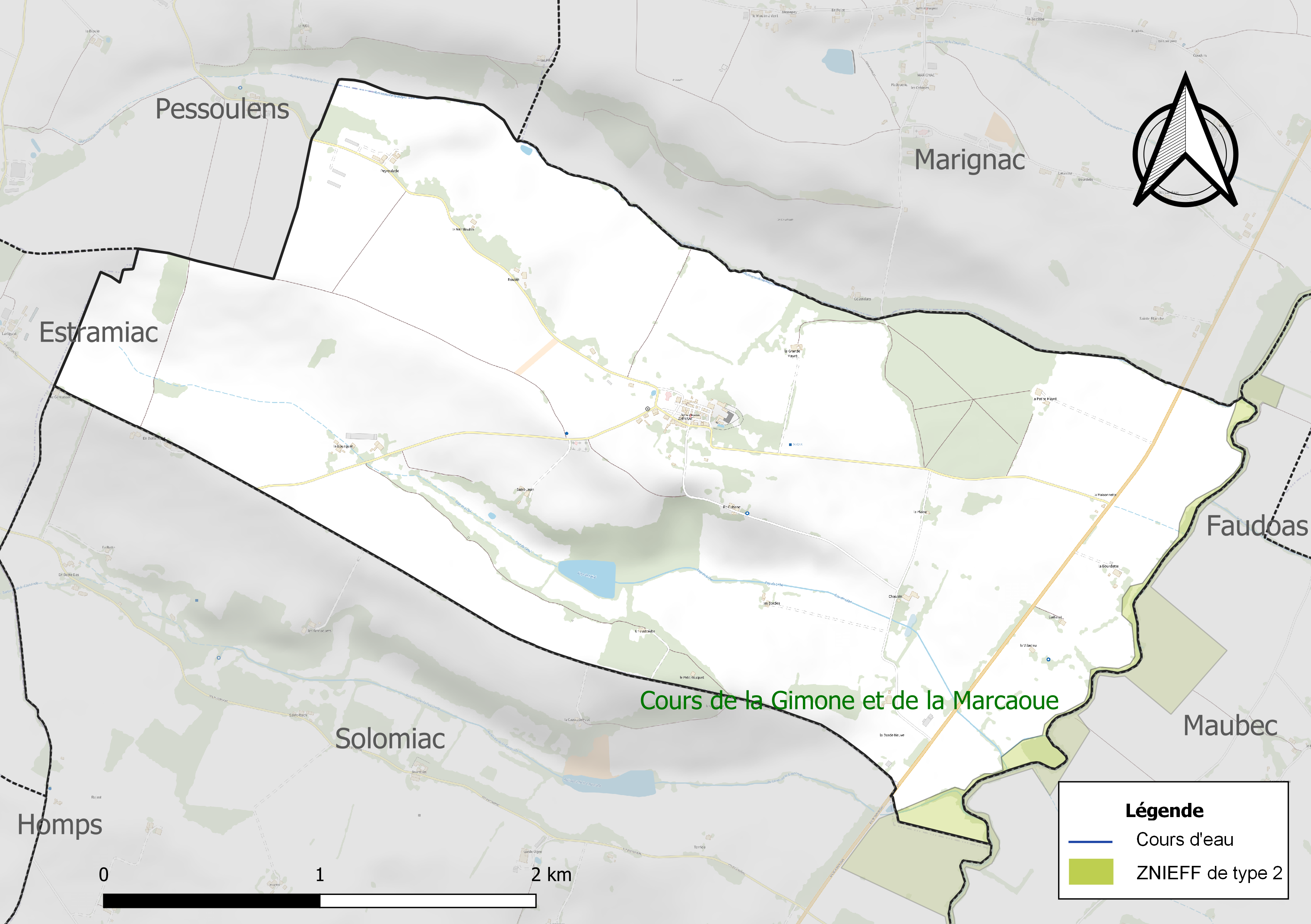
Carte de la ZNIEFF de type 2 localisée sur la commune.

L’inventaire des zones naturelles d'intérêt écologique, faunistique et floristique (ZNIEFF) a pour objectif de réaliser une couverture des zones les plus intéressantes sur le plan écologique, essentiellement dans la perspective d’améliorer la connaissance du patrimoine naturel national et de fournir aux différents décideurs un outil d’aide à la prise en compte de l’environnement dans l’aménagement du territoire.
Une ZNIEFF de type 2 est recensée sur la commune :
le « cours de la Gimone et de la Marcaoue » (3 085 ha), couvrant 60 communes dont cinq dans la Haute-Garonne, 37 dans le Gers, une dans les Hautes-Pyrénées et 17 dans le Tarn-et-Garonne.

## Urbanisme

### Typologie
Au 1er janvier 2024, Avensac est catégorisée commune rurale à habitat très dispersé, selon la nouvelle grille communale de densité à sept niveaux définie par l'Insee en 2022.
Elle est située hors unité urbaine et hors attraction des villes,.

### Occupation des sols
L'occupation des sols de la commune, telle qu'elle ressort de la base de données européenne d’occupation biophysique des sols Corine Land Cover (CLC), est marquée par l'importance des territoires agricoles (95,2 % en 2018), une proportion identique à celle de 1990 (95,2 %). La répartition détaillée en 2018 est la suivante : 
terres arables (82,9 %), zones agricoles hétérogènes (12,3 %), forêts (4,8 %). L'évolution de l’occupation des sols de la commune et de ses infrastructures peut être observée sur les différentes représentations cartographiques du territoire : la carte de Cassini (XVIIIe siècle), la carte d'état-major (1820-1866) et les cartes ou photos aériennes de l'IGN pour la période actuelle (1950 à aujourd'hui).

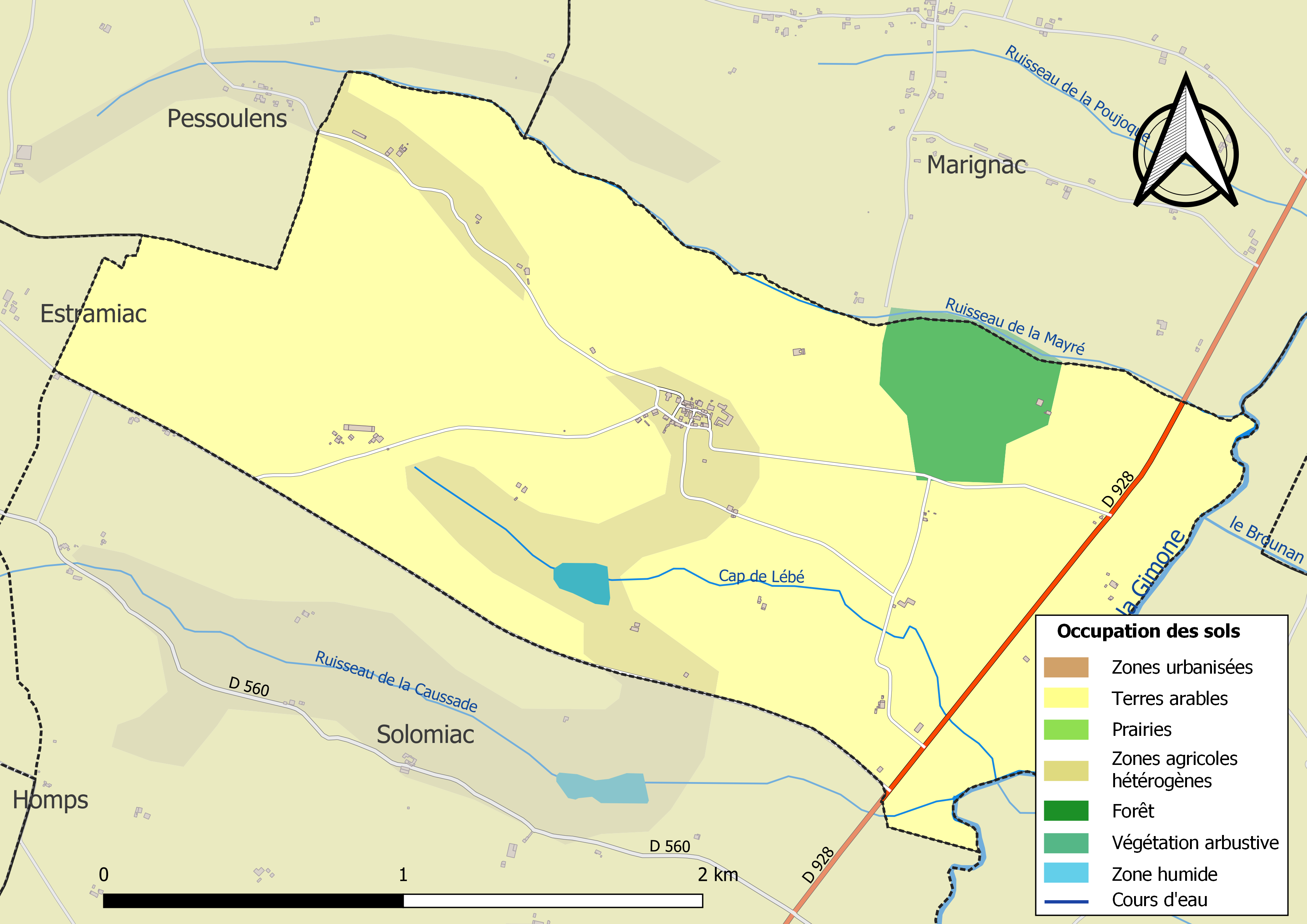
Carte des infrastructures et de l'occupation des sols de la commune en 2018 (CLC).

### Risques majeurs
Le territoire de la commune d'Avensac est vulnérable à différents aléas naturels : météorologiques (tempête, orage, neige, grand froid, canicule ou sécheresse), inondations et séisme (sismicité très faible). Il est également exposé à un risque technologique, la rupture d'un barrage. Un site publié par le BRGM permet d'évaluer simplement et rapidement les risques d'un bien localisé soit par son adresse soit par le numéro de sa parcelle.

#### Risques naturels
Certaines parties du territoire communal sont susceptibles d’être affectées par le risque d’inondation par débordement de cours d'eau, notamment la Gimone. La cartographie des zones inondables en ex-Midi-Pyrénées réalisée dans le cadre du XIe Contrat de plan État-région, visant à informer les citoyens et les décideurs sur le risque d’inondation, est accessible sur le site de la DREAL Occitanie. La commune a été reconnue en état de catastrophe naturelle au titre des dommages causés par les inondations et coulées de boue survenues en 1993, 1999, 2009, 2015 et 2018,.

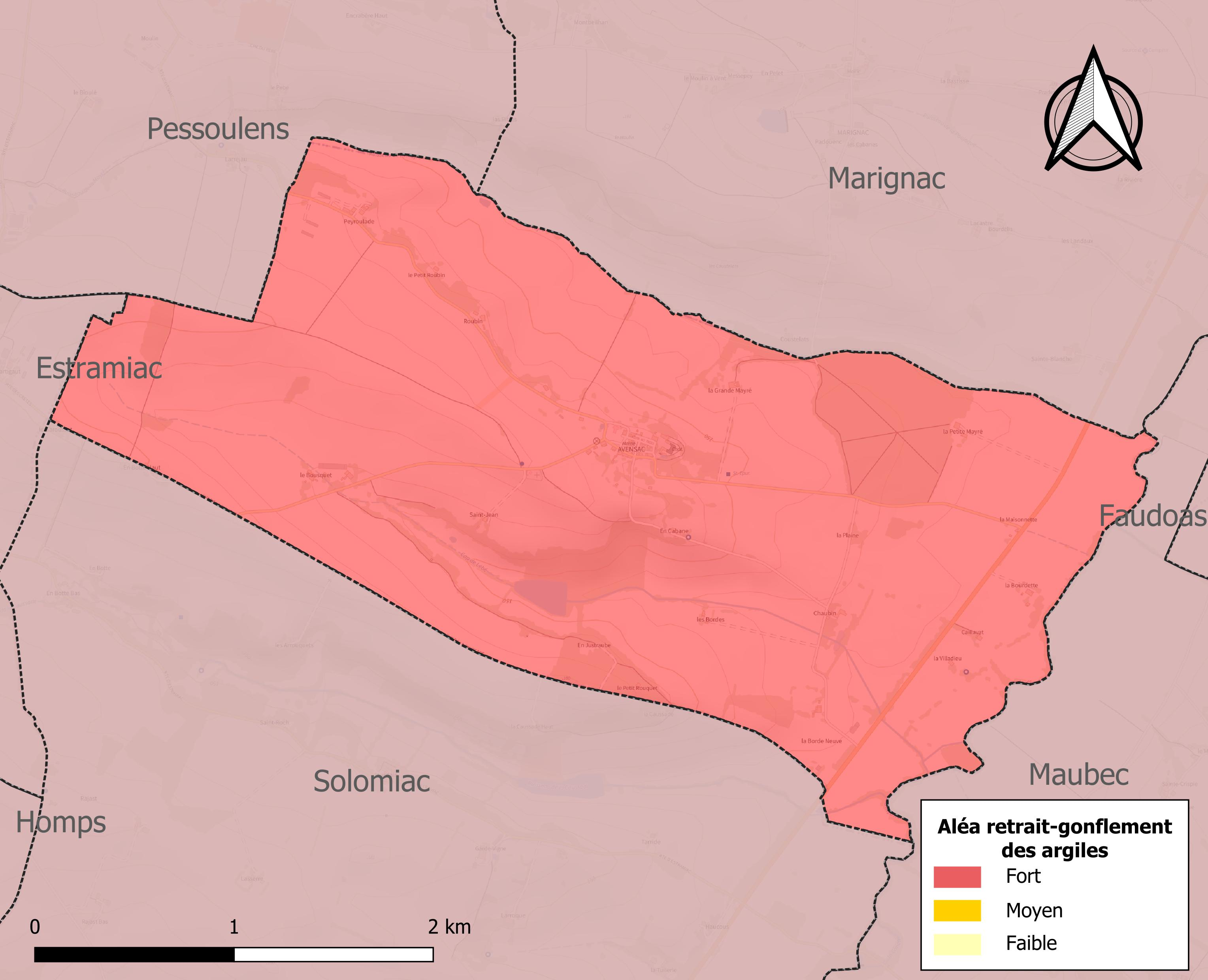
Carte des zones d'aléa retrait-gonflement des sols argileux d'Avensac.

Le retrait-gonflement des sols argileux est susceptible d'engendrer des dommages importants aux bâtiments en cas d’alternance de périodes de sécheresse et de pluie. La totalité de la commune est en aléa moyen ou fort (94,5 % au niveau départemental et 48,5 % au niveau national). Sur les 50 bâtiments dénombrés sur la commune en 2019, 50 sont en aléa moyen ou fort, soit 100 %, à comparer aux 93 % au niveau départemental et 54 % au niveau national. Une cartographie de l'exposition du territoire national au retrait gonflement des sols argileux est disponible sur le site du BRGM,.
Par ailleurs, afin de mieux appréhender le risque d’affaissement de terrain, l'inventaire national des cavités souterraines permet de localiser celles situées sur la commune.
Concernant les mouvements de terrains, la commune a été reconnue en état de catastrophe naturelle au titre des dommages causés par des mouvements de terrain en 1999.

#### Risques technologiques
La commune est en outre située en aval du barrage de la Gimone, un ouvrage de classe A disposant d'une retenue de 25 millions de mètres cubes. La fiche réflexe du PPI définit le temps d'arrivée de l'onde et la zone d'accueil selon la position des habitants concernés par rapport à la Gimone (rive droite ou gauche),,. À ce titre elle est susceptible d’être touchée par l’onde de submersion consécutive à la rupture de cet ouvrage,

## Toponymie
Avensac, dont le nom viendrait du domaine d'Aventius, est une bastide fondée au XIVe siècle, située à 12 km au nord de Mauvezin sur une ancienne voie romaine, près de la route impériale d'Auch à Montauban.

## Histoire
Le premier document connu sur Avensac remonte au XIIe siècle. Le territoire dépendait alors, du point de vue religieux, de la paroisse de Maubec. C'était un prêtre de Maubec qui assurait le service de l'église de Saint-Jean-Baptiste. Des historiens ont émis l'hypothèse que plusieurs maisons s'élevaient autour de cette église, formant une sorte de petit hameau. Mais ce n'est qu'en 1320, lorsque Béraud Ier de Faudoas, seigneur d'Avensac, décida d'élever un château sur la partie la plus abrupte de la colline, au-dessus et à l'ouest de la vallée de la Gimone pour assurer la défense du territoire, que le village d'Avensac fut réellement fondé. Béraud proposa aux habitants de la région de se regrouper sous les murailles du château, leur offrant ainsi aide et protection et octroya une série de règlements, appelés « Coutumes », qui établissaient les droits et devoirs de la communauté. Petit à petit, se créa sur le territoire alentour à peu près tout ce qui était nécessaire à la vie des habitants

## Politique et administration

### Liste des maires
| Période | Période  | Identité                  | Étiquette | Qualité              |
| ------- | -------- | ------------------------- | --------- | -------------------- |
| 1792    | 1793     | Gabriel Gimat             |           |                      |
| 1793    | 1795     | Jean Ribal                |           |                      |
| 1795    | 1796     | Pierre Rossel             |           |                      |
| 1796    | 1797     | Bernard Mazeré            |           |                      |
| 1797    | 1798     | Pierre Rossel             |           |                      |
| 1798    | 1798     | Pierre Brunet             |           |                      |
| 1798    | 1809     | Pierre Rossel             |           |                      |
| 1809    | 1813     | Bernard Mazeré            |           |                      |
| 1813    | 1816     | Jean Laffont              |           |                      |
| 1816    | 1832     | Pierre Chevallier         |           |                      |
| 1832    | 1835     | Jean Laffont              |           |                      |
| 1835    | 1846     | Jean-Baptiste Laffont     |           |                      |
| 1846    | 1847     | Jean Laffont              |           |                      |
| 1847    | 1862     | Pierre Jean Laffont       |           |                      |
| 1862    | 1871     | Pierre Lamouroux          |           |                      |
| 1871    | 1877     | Benoit Alpinien Depeyres  |           |                      |
| 1877    | 1888     | Edouard Gimat             |           |                      |
| 1888    | 1900     | Comte Alfred de Pouy      |           | Châtelain d'Avensac  |
| 1900    | 1931     | Aubin Noailles            |           |                      |
| 1931    | 1944     | Comte Fernand de Pouy     |           | Châtelain d'Avensac  |
| 1944    | 1965     | Abel Noailles             |           |                      |
| 1965    | 1994     | Charles Henry de Lorgeril |           |                      |
| 1994    | 2001     | Jean Lannes               |           |                      |
| 2001    | En cours | Michel Tarrible           | DVD       | Agriculteur retraité |

## Population et société

### Démographie
L'évolution du nombre d'habitants est connue à travers les recensements de la population effectués dans la commune depuis 1793. Pour les communes de moins de 10 000 habitants, une enquête de recensement portant sur toute la population est réalisée tous les cinq ans, les populations de référence des années intermédiaires étant quant à elles estimées par interpolation ou extrapolation. Pour la commune, le premier recensement exhaustif entrant dans le cadre du nouveau dispositif a été réalisé en 2004.

En 2022, la commune comptait 73 habitants, en évolution de −6,41 % par rapport à 2016 (Gers : +1,04 %, France hors Mayotte : +2,11 %).
| 1793 | 1800 | 1806 | 1821 | 1831 | 1841 | 1846 | 1851 | 1856 |
| ---- | ---- | ---- | ---- | ---- | ---- | ---- | ---- | ---- |
| 184  | 221  | 237  | 258  | 271  | 264  | 264  | 246  | 230  |

| 1861 | 1866 | 1872 | 1876 | 1881 | 1886 | 1891 | 1896 | 1901 |
| ---- | ---- | ---- | ---- | ---- | ---- | ---- | ---- | ---- |
| 224  | 239  | 213  | 204  | 188  | 189  | 179  | 152  | 165  |

| 1906 | 1911 | 1921 | 1926 | 1931 | 1936 | 1946 | 1954 | 1962 |
| ---- | ---- | ---- | ---- | ---- | ---- | ---- | ---- | ---- |
| 148  | 137  | 94   | 118  | 114  | 121  | 128  | 127  | 100  |

| 1968 | 1975 | 1982 | 1990 | 1999 | 2004 | 2006 | 2009 | 2014 |
| ---- | ---- | ---- | ---- | ---- | ---- | ---- | ---- | ---- |
| 98   | 78   | 62   | 43   | 48   | 58   | 57   | 61   | 71   |

| 2019 | 2022 | - | - | - | - | - | - | - |
| ---- | ---- | - | - | - | - | - | - | - |
| 74   | 73   | - | - | - | - | - | - | - |

### Enseignement
Il n'y a pas d'école à Avensac.

### Manifestations culturelles et festivités
- Fête communale : 22 juin[32] ;
- Fête patronale : 25 août[32] ;
- Pèlerinage à la fontaine Saint-Jean : 24 juin[32].

## Économie

### Emploi
|                | 2008  | 2013   | 2018  |
| -------------- | ----- | ------ | ----- |
| Commune        | 8,1 % | 11,4 % | 4,9 % |
| Département    | 6,1 % | 7,5 %  | 8,2 % |
| France entière | 8,3 % | 10 %   | 10 %  |

En 2018, la population âgée de 15 à 64 ans s'élève à 42 personnes, parmi lesquelles on compte 65,9 % d'actifs (61 % ayant un emploi et 4,9 % de chômeurs) et 34,1 % d'inactifs,. En  2018, le taux de chômage communal (au sens du recensement) des 15-64 ans est inférieur à celui de la France et département, alors qu'en 2008 il était supérieur à celui du département et inférieur à celui de la France.
La commune est hors attraction des villes,. Elle compte 8 emplois en 2018, contre 4 en 2013 et 6 en 2008. Le nombre d'actifs ayant un emploi résidant dans la commune est de 25, soit un indicateur de concentration d'emploi de 31,9 % et un taux d'activité parmi les 15 ans ou plus de 45,9 %.
Sur ces 25 actifs de 15 ans ou plus ayant un emploi, 6 travaillent dans la commune, soit 24 % des habitants. Pour se rendre au travail, 92 % des habitants utilisent un véhicule personnel ou de fonction à quatre roues et 8 % n'ont pas besoin de transport (travail au domicile).

### Activités hors agriculture
4 établissements sont implantés  à Avensac au 31 décembre 2019.
Le secteur des autres activités de services est prépondérant sur la commune puisqu'il représente 25 % du nombre total d'établissements de la commune (1 sur les 4 entreprises implantées  à Avensac), contre 8,3 % au niveau départemental.

### Agriculture
|               | 1988 | 2000 | 2010 | 2020 |
| ------------- | ---- | ---- | ---- | ---- |
| Exploitations | 7    | 3    | 2    | 3    |
| SAU (ha)      | 245  | 142  | 137  | 145  |

La commune est dans la Lomagne, une petite région agricole occupant le nord-est du département du Gers. En 2020, l'orientation technico-économique de l'agriculture  sur la commune est la polyculture et/ou le polyélevage. Trois exploitations agricoles ayant leur siège dans la commune sont dénombrées lors du recensement agricole de 2020 (sept en 1988). La superficie agricole utilisée est de 145 ha,,.

## Culture locale et patrimoine

### Lieux et monuments
- Château d'Avensac ( Inscrit MH (1983))[36].
- La fontaine dédiée à saint Jean-Baptiste au lieu-dit Saint-Jean. Elle fit l'objet de pèlerinages regroupant plusieurs milliers de personnes[37].
- Église Saint-Jean-Baptiste d'Avensac.
- Chapelle Saint-Jean d'Avensac.